# Zoltán Magyar
Zoltán Magyar (n. 13 decembrie 1953, Budapesta, Republica Populară Ungară) este un gimnast artistic maghiar, medaliat olimpic. A participat la 3 ediții ale Jocurilor Olimpice (1972, 1976, 1980) în care a câștigat două medalii de aur și o medalie de bronz.